# 安江仙弘
安江仙弘大佐（1886年1月12日—1950年8月14日）是一名日本军官，在河豚计划中扮演关键角色，内容是在第二次世界大战期间从欧洲援救犹太有錢人，待到日本占领区。但他和犬冢惟重大佐是日本當年的“犹太专家”，兩人卻强烈地相信《犹太人贤士议定书》的訛言。 

## 生平
安江仙弘大佐在33岁时被派往西伯利亚，增援白俄军队，抵抗共产党的红军。他是一位俄语专家，被派到格里高利·谢米诺夫将军的参谋部，这位将军是一位激烈的排犹主义分子，将《犹太人贤士议定书》连同武器和口粮一同散发给所有军队。安江仙弘和其他一些日本士兵，阅读并且接受了《犹太人贤士议定书》的观点，以此指导他在第二次世界大战开始时的许多观点与行动。
1922年回到日本后，安江仙弘热衷于告诫日本人要注意《犹太人贤士议定书》描述的犹太人阴谋的危险，希望影响日本政府采取行动。在情报局工作期间，他开始将该书翻译成日语，并继续和犬冢惟重等人一起宣传，要关注这一问题。这个小群体很快在国内军事刊物上发表文章，举行正式演讲和讨论，引發了日本對掌控猶太人神秘力量的興趣，不過日本反猶主義發展卻並不如歐洲強烈，反而變成以河豚計畫試圖利用之。
《犹太人贤士议定书》日文版出版以后，安江仙弘引起了日本外务省的注意，在1926年被派往巴勒斯坦去研究犹太人。他走遍了巴勒斯坦的许多地方，同各种人交谈，包括农夫、店主、拉比，以及犹太人领袖哈伊姆·魏茨曼和大卫·本-古理安。他特别对基布兹运动感兴趣，他相信犹太人将用这种方式将全世界殖民化；但是他写给日本政府的报告中，應該也是有一些自己的思考見解，故倒是没有一个地方提到他發現所谓犹太人的阴谋的情況存在。
戰後死於西伯利亞勞動營中。雖然曾援助猶太人，但因爲在《犹太人贤士议定书》推波助瀾的作用，社群對他評價也十分兩極。